# Пастушок еквадорський
Пастушок еквадорський (Rallus aequatorialis) — вид журавлеподібних птахів родини пастушкових (Rallidae).

## Поширення
Вид поширений в Андах від крайньої південної частини Колумбії до південного Еквадору та узбережжя Перу між департаментами Ла-Лібертад і Арекіпа. Мешкає в болотах і вологих луках на висоті приблизно до 2400 м (7900 футів).

## Підвиди
- R. a. aequatorialis Sharpe, 1894 (південно-західна Колумбія та Еквадор);
- R. a. meyerdeschauenseei Fjeldsĺ, 1990 (прибережні райони Перу).

## Опис
Птах завдовжки від 20 до 21 см і важить приблизно 85 г. Статі однакові. Дорослі особини мають довгий, злегка загнутий дзьоб червонувато-коричневого кольору з яскраво-оранжевою основою. Їх ніжки тьмяно-помаранчеві. Птахи мають коричневу верхню частину з чорними смугами та багато рудого на криючих крил. Обличчя та боки шиї блакитно-сірі, а горло біле. Їхня нижня частина тьмяно-коричневого кольору з чорними та білими смугами на боках.